# Antoni Martí
Pour les articles homonymes, voir Martí.
Antoni Martí Petit, né le 30 juillet 1963 à Escaldes-Engordany et mort le 6 novembre 2023 dans la même ville, est un architecte et homme d'État andorran. 
Il est le chef du gouvernement du 12 mai 2011 au 16 mai 2019.

## Biographie
Diplômé d'architecture de l'École nationale supérieure d'architecture de Toulouse, Antoni Martí commence sa carrière politique au sein du Parti libéral et devient conseiller général (député) pour la circonscription d'Escaldes-Engordany de 1994 à 2003, puis consul majeur (maire) d'Escaldes-Engordany entre 2003 et 2011.
Le 3 avril 2011, il mène la coalition de centre droit Démocrates pour Andorre (DA) à la victoire aux élections législatives avec 53,26 % et 20 sièges sur 28 (à quoi s'ajoutent les 4,44 % et 2 élus de son alliée, l'Unió Laurediana (ca)).
Élu conseiller général pour la circonscription nationale, il est désigné comme nouveau chef du gouvernement d'Andorre le 12 mai. Le 30 septembre, la coalition DA se constitue en parti politique et Antoni Martí Petit en est élu président.
En mars 2015, les Démocrates pour Andorre conservent la majorité absolue lors des élections législatives. Le 1er avril suivant, il est reconduit comme chef du gouvernement.
Antoni Martí suit une politique économique libérale, notamment en faisant campagne contre la création d'un impôt sur le revenu à Andorre.
Le 6 novembre 2023, Antoni Martí fait un arrêt cardiorespiratoire à son domicile puis est transporté à l'hôpital Nostra Senyora de Meritxell. Il y meurt le même jour,.  Pour lui rendre hommage, le gouvernement andorran décrète deux jours de deuil.